# سيث ديفيس (طبال)
سيث ديفيس (بالإنجليزية: Seth Davis)‏ هو طبال أمريكي، ولد في 28 يوليو 1979 في هوما في الولايات المتحدة.

## وصلات خارجية
- الموقع الرسمي